# Хакимов, Камалдин
Камолдин Хакимов — советский узбекистанский хозяйственный деятель, Герой Социалистического Труда.

## Биография
Родился в 1920 году в кишлаке Узбекистан. Член КПСС с 1943 года.
В 1938—1939 — агроном шелководческих хозяйств в Хивинском районе Хорезмской области и Балыкчинском районе Андижанской области.
Участник Великой Отечественной войны: старший радиотелефонист 95-го отдельного полка связи 34-й армии
В 1947—1952 — агроном шелководческих хозяйств в Андижанском и Ленинском районах Андижанской области.
В 1953—1960 — председатель колхоза имени Карла Маркса Ленинского района Андижанской области.
Указом Президиума Верховного Совета СССР от 19 года присвоено звание Героя Социалистического Труда с вручением ордена Ленина и золотой медали «Серп и Молот».
Окончил Ташкентский сельскохозяйственный институт.
В 1960—1963 — председатель колхоза «Узбекистан» Ленинского района Андижанской области.
В 1963—1972 — директор завода.
В 1973—1974 — председатель колхоза «Социализм» Ленинского района Андижанской области.
В 1975—1980 — агроном в шелководческих хозяйствах Ленинского района Андижанской области.
Умер после 1985 года.

## Награды и звания
- Герой Социалистического Труда (11.01.1957)
- Орден Ленина (11.01.1957)
- Орден Отечественной войны II степени (06.04.1985)